# 島根県道194号玉造温泉停車場線
島根県道194号玉造温泉停車場線（しまねけんどう194ごう たまつくりおんせんていしゃじょうせん）は一般県道である。

## 概要
JR西日本山陰本線 玉造温泉駅から国道9号玉湯バイパス交点に至る。

### 路線デ－タ
- 起点：松江市玉湯町湯町（JR西日本山陰本線 玉造温泉駅前）
- 終点：松江市玉湯町湯町（玉造温泉西入口交差点[1]、国道9号交点）

## 歴史
- 1958年（昭和33年）6月13日 - 島根県告示第525号により認定される。
- 1972年（昭和47年）頃 - 現行の県道番号に変更される。
- 2005年（平成17年）3月31日 - 八束郡玉湯町が松江市の一部になったことにより全区間が松江市域を通る路線になり、併せて起終点の地名が変更される（八束郡玉湯町湯町→松江市玉湯町湯町）。
- 2012年（平成24年）3月13日 - 島根県告示第162号・163号により、島根県道263号浜乃木湯町線湯町工区に並行する現道区間の一部が松江市へ移管されたことに伴い、一部を本路線が継承し、終点の接続道路が変更された[2]。
- 2015年（平成27年）4月1日 - 同年3月31日島根県告示第264号・265号により、国道9号（国道54号重複）玉湯バイパスに並行する現道区間が島根県および松江市へ移管され、一部を本路線が継承し、終点の接続道路が変更された[3][4]。

## 路線状況

### 重複区間
- 島根県道25号玉湯吾妻山線（松江市玉湯町湯町）

### 道路施設

#### 橋梁
- 玉湯大橋（玉湯川、松江市、島根県道25号玉湯吾妻山線重複区間内）

## 地理

### 通過する自治体
- 島根県
  - 松江市

### 交差する道路
| 交差する道路                                                    | 交差する場所 | 交差する場所                |
| --------------------------------------------------------------- | ------------ | --------------------------- |
| 島根県道25号玉湯吾妻山線 重複区間起点                           | 玉湯町湯町   | 玉湯交差点                  |
| 島根県道25号玉湯吾妻山線 重複区間終点 島根県道263号浜乃木湯町線 | 玉湯町湯町   | 玉湯交差点                  |
| 国道9号 / 玉湯バイパス 国道54号 重複                            | 玉湯町湯町   | 玉造温泉西入口交差点 / 終点 |

### 沿線
- JR西日本山陰本線 玉造温泉駅
- 松江市役所 玉湯支所